# Seinfeld (sezonul 6)
Seinfeld este un sitcom american, creat de Larry David și Jerry Seinfeld (care, în plus, joacă rolul principal).  Episodul pilot al serialului a fost transmis în 5 iulie 1989, serialul propriu-zis debutând în mai 1990.  Deși n-a avut succes imediat, popularitatea sa a crescut cu timpul, încetul cu încetul.  În 1992 - 1993, în sezonul al IV-lea, s-a aflat pentru prima dată în topul 25 al serialelor după audiență, pentru ca în sezonul 1994 - 1995 să ajungă pe locul întâi.  Când ultimul episod al serialului a fost transmis pe 14 martie 1998, a fost vizionat de 76 milioane de telespectatori. 

## Lista de episoade
| №   | #  | Titlul                          | Regia              | Scenariul                                                                                                   | Premiera           | Cod de producție | Audiență |
| --- | -- | ------------------------------- | ------------------ | --- | ------------------ | ---------------- | -------- |
| 87  | 1  | „The Chaperone”                 | Andy Ackerman      | Larry David Bill Masters & Bob Shaw                                                                         | 22 septembrie 1994 | 601              |          |
| 88  | 2  | „The Big Salad”                 | Andy Ackerman      | Larry David                                                                                                 | 29 septembrie 1994 | 602              |          |
| 89  | 3  | „The Pledge Drive”              | Andy Ackerman      | Tom Gammill & Max Pross                                                                                     | 6 octombrie 1994   | 603              |          |
| 90  | 4  | „The Chinese Woman”             | Andy Ackerman      | Peter Mehlman                                                                                               | 13 octombrie 1994  | 604              |          |
| 91  | 5  | „The Couch”                     | Andy Ackerman      | Larry David                                                                                                 | 27 octombrie 1994  | 605              |          |
| 92  | 6  | „The Gymnast”                   | Andy Ackerman      | Alec Berg & Jeff Schaffer                                                                                   | 3 noiembrie 1994   | 606              |          |
| 93  | 7  | „The Soup”                      | Andy Ackerman      | Fred Stoller                                                                                                | 10 noiembrie 1994  | 608              |          |
| 94  | 8  | „The Mom & Pop Store”           | Andy Ackerman      | Tom Gammill & Max Pross                                                                                     | 17 noiembrie 1994  | 607              |          |
| 95  | 9  | „The Secretary”                 | David Owen Trainor | Carol Leifer & Marjorie Gross                                                                               | 8 decembrie 1994   | 609              |          |
| 96  | 10 | „The Race”                      | Andy Ackerman      | Scenariu de: Tom Gammill & Max Pross Larry David Poveste de: Tom Gammill & Max Pross Larry David & Sam Kass | 15 decembrie 1994  | 612              |          |
| 97  | 11 | „The Switch”                    | Andy Ackerman      | Bruce Kirschbaum and Sam Kass                                                                               | 5 ianuarie 1995    | 610              |          |
| 98  | 12 | „The Label Maker”               | Andy Ackerman      | Alec Berg & Jeff Schaffer                                                                                   | 19 ianuarie 1995   | 611              |          |
| 99  | 13 | „The Scofflaw”                  | Andy Ackerman      | Peter Mehlman                                                                                               | 26 ianuarie 1995   | 613              |          |
| 100 | 14 | „The Highlights of 100: Part 1” | Andy Ackerman      | Peter Mehlman                                                                                               | 2 februarie 1995   | 623              |          |
| 101 | 15 | „The Highlights of 100: Part 2” | Andy Ackerman      | Peter Mehlman                                                                                               | 2 februarie 1995   | 624              |          |
| 102 | 16 | „The Beard”                     | Andy Ackerman      | Carol Leifer                                                                                                | 9 februarie 1995   | 615              |          |
| 103 | 17 | „The Kiss Hello”                | Andy Ackerman      | Larry David & Jerry Seinfeld                                                                                | 16 februarie 1995  | 614              |          |
| 104 | 18 | „The Doorman”                   | Andy Ackerman      | Tom Gammill & Max Pross                                                                                     | 23 februarie 1995  | 616              |          |
| 105 | 19 | „The Jimmy”                     | Andy Ackerman      | Gregg Kavet & Andy Robin                                                                                    | 16 martie 1995     | 617              |          |
| 106 | 20 | „The Doodle”                    | Andy Ackerman      | Alec Berg & Jeff Schaffer                                                                                   | 6 aprilie 1995     | 618              |          |
| 107 | 21 | „The Fusilli Jerry”             | Andy Ackerman      | Scenariu de: Marjorie Gross Poveste de: Marjorie Gross & Jonathan Gross Ron Hauge & Charlie Rubin           | 27 aprilie 1995    | 619              |          |
| 108 | 22 | „The Diplomat's Club”           | Andy Ackerman      | Tom Gammill & Max Pross                                                                                     | 4 mai 1995         | 620              |          |
| 109 | 23 | „The Face Painter”              | Andy Ackerman      | Scenariu de: Larry David Poveste de: Larry David & Fred Stoller                                             | 11 mai 1995        | 622              |          |
| 110 | 24 | „The Understudy”                | Andy Ackerman      | Marjorie Gross & Carol Leifer                                                                               | 18 mai 1995        | 621              |          |